# Слоёная пирамида

Внутренние коридоры пирамиды:
1) Лестница и спуск к подземным коридорам
2) Коридор, ведущий к погребальной камере
3) Комплекс из 32 коридоров

Слоёная пирамида (араб. الهرم المدور‎, «Круглая пирамида», иногда её называют «Слоистой пирамидой») — ступенчатая пирамида, расположенная в 8 км севернее Саккары по направлению к Гизе, в Завиет-эль-Эриане. Сегодня она почти полностью разрушена.
Круглая пирамида приписывается фараону Хаба. Её основа — пирамидальный холм из [известняк]а — с 14 рядами или слоями каменной кладки из того же материала. Пирамида занимает площадь в 10 000 м² и в настоящее время имеет 17 м в высоту. Погребальная комната высечена в скале под пирамидой. К ней ведет лестница и галерея, выходящая на северо-восточную сторону. За пределами самой пирамиды её огибает с северо-востока, севера и северо-запада длинный, высеченный в скальном грунте коридор с 32 тайниками-кладовыми. Рядом с ней находится насыпь и глубокий колодец, предназначенные, очевидно, для другой пирамиды; впрочем, она так и не была построена.

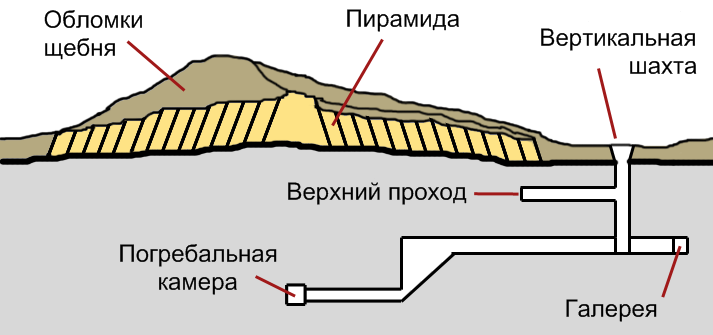
Структура пирамиды

## История изучения пирамиды
Первые упоминания этой пирамиды относятся к 1839 году, когда её обнаружил Джон Ша Перринг. Немного позднее К. Лепсиус занес эту пирамиду в свой список пирамид под номером «14». В 1896 году Ж. Морган открыл вход во внутренние помещения пирамиды. В 1900 году Алессандро Барсанти приступил к изучению этой пирамиды. Её изучением занимались также Джордж Эндрю Рейснер и Кларенс Стенли Фишер.

## О пирамиде
- Длина основания — 83 м.
- Высота (изначально) — 40 или 45 м.
- Высота (сегодня) — ≈17 м.
- Наклон — 68°
- Наклон каменной кладки основания — 22°
- Число ступеней пирамиды — от 5 до 7.